# Isotrias martelliana
Isotrias martelliana es una especie de polilla de la familia Tortricidae. Se encuentra en Italia (Monti del Pollino, Cozzi dell'Anticristo).